# Dies irae (hymn Jana Kasprowicza)
Dies irae (łac. Dzień gniewu) – hymn Jana Kasprowicza, powstały w epoce modernizmu wydany w 1902 w tomiku Ginącemu światu.

## Charakterystyka utworu
Hymn ten cechuje ekspresjonizm i symbolizm, dwie tendencje charakterystyczne dla literatury Młodej Polski. W dziele tym występują nawiązania do innych tekstów, przede wszystkim do: średniowiecznego hymnu Dies irae autorstwa Tomasza z Celano, liturgicznego Kyrie eleison, kolęd Franciszka Karpińskiego oraz Biblii (Psalmy, Apokalipsa). Pojawiają się także motywy literackie charakterystyczne dla modernizmu, jak motyw wygnania i wędrówki. Autor zastosował lirykę pośrednią, profetyczne wizje. Wiele fragmentów ma charakter liryki bezpośredniej. Rodzaju monologu, w którym Autor identyfikuje się z Adamem, cierpiącym z powodu wiecznego wygnania:
„A ja, wygnaniec z Raju, tułacz nieszczęśliwy,

zesłany, aby konać, na te ziemskie niwy”
Adresatami skarg Adama są: psalmista. Może nim być sam Adam, który w innych fragmentach zwraca się sam do siebie, czasami mówi w trzeciej osobie... Chrystus, określony jako „cierniem opasana Głowa”. Bóg Ojciec – Sędzia.
W utworze, na przemian z wyznawaniem „Boga miłosiernego”, przebrzmiewa pretensja do Boga, przedstawionego jako Sędzia sprawiedliwy ale „kamienny, lodowaty”: 
„Bóg Ojciec 

Sądź, Sprawiedliwy!

Krusz światów posady,

rozżegnij wielki pożar w tlejącej iskierce,

na popiół spal Adama oszukane serce

i płacz!

Z nim razem płacz, kamienny, lodowaty Boże!”
Małżonka Adama, ukazana w Biblii jako „matka wszystkich żyjących” (Księga Rodzaju 3,20), przedstawiona jest przez Autora jako „matka Śmierci, Ewa jasnowłosa, pieszcząca węża Grzechu”. W wizji Autora grzech pierworodny, grzech Ewy, która następnie uwiodła Adama, został ukazany jako grzech seksualny, jako uległość wobec zmysłów i pożądaniu seksualnemu: „Ewa pieszcząca węża Grzechu”, jej „rozpustne ciało, nienasyconym oddycha pragnieniem ... w zbrodniczych pieszczot rozdawaniu szczodra”. Autor odwołuje się tu do popularnej wersji tego biblijnego zdarzenia. W samej Biblii grzech Ewy jest ukazany jako wyraz nieposłuszeństwa wobec Boga i jego przykazaniom raczej niż podjęcie zabronionych zachowań seksualnych. Był to grzech pychy, pragnienie bycia jak Bóg, decydowania o dobru i złu.
Adam zbuntowany wobec swojego cierpienia jako konsekwencji grzechu, w lirycznym akcie „rozpaczy szaleńczego śmiechu” obwinia Boga za swój grzech. Nazywa go „Ojcem rozpusty”, „źródłem zdrady”, „Przyczyną grzechu”. Argumentuje, że skoro wszystko dzieje się z woli Bożej, także za sam grzech trzeba winić Boga, nie siebie:
„Mą duszę pali wieczna, niezamknięta rana!

Któż mi lekarstwo poda?

Ojcze rozpusty! Kyrie elejson!

Nic, co się stało pod sklepem niebiosów,

bez Twej się woli nie stało!

Kyrie elejson!

O źródło zdrady! Kyrie elejson!

Przyczyno grzechu

i zemsty i rozpaczy szaleńczego śmiechu!

Kyrie elejson!”
Zestawienie oskarżeń o potępienie człowieka z wciąż ponawianym wezwaniem „Kyrie eleison” (Panie zmiłuj się nad nami), kontrastującymi ze sobą czy wręcz sprzecznymi, wzmaga dramatyzm wypowiedzi podmiotu lirycznego – jakby jego prośba o zmiłowanie nigdy nie miała zostać wysłuchana.